# Warsaw Afrobeat Orchestra
Warsaw Afrobeat Orchestra (WAO) – polski afrobeatowy zespół muzyczny z Warszawy.

## Historia
W marcu 2013 roku w formie cyfrowej ukazał się pierwszy EP grupy. Nagrania przykuły uwagę amerykańskiej wytwórni Ubiquity Records. W listopadzie 2013 r. ich nakładem ukazał się czerwony winylowy singiel zespołu pt. Only Now, zawierający dodatkowo remix dokonany przez związanego z wytwórnią producenta Bosq z Whiskey Barons.
W Polsce, utwory Your Way i Close To Far (z gościnnym udziałem Mamadou Diouf) uzyskały wysokie notowania na liście przebojów na antenie Polskiego Radio RDC. Only Now został wybrany drugim najlepszym polskim utworem 2013 roku w głosowaniu słuchaczy audycji Strefa Dread na antenie Czwórki. Zespół wystąpił m.in. podczas warszawskiego Grand Festiwalu Róbrege, czy na antenie audio-video Polskiego Radia Czwórka.
Międzynarodowy sukces singla doprowadził do podpisania umowy z Ubiquity Records na wydanie debiutanckiego albumu. Wëndelu ukazał się w marcu 2015 w formacie plików, CD oraz podwójnego winyla. Jego dźwięki można było usłyszeć w audycji popularnego DJ-a BBC Gillesa Petersona, a w programie Wah Wah 45s na antenie brytyjskiego Back2Back FM Wëndelu został płytą tygodnia. Polską wersję CD wydała wytwórnia Lou & Rocked Boys pod nazwą Seeyousoon Recordings. W 2015 roku Na lubelskich Innych Brzmieniach WAO supportowali Tony Allena, znanego perkusistę Fela Kutiego.
Pod koniec 2016 roku kompozycja IF Warsaw Afrobeat Orchestra znalazła się na trzeciej kompilacji firmowanej przez argentyński Festival de Afrobeat Independiente. Na kompilacji znalazło się osiemnaście utworów nagranych przez osiemnaście zespołów z całego świata.
Man is Enough drugi album Warsaw Afrobeat Orchestra ukazał się 3 lutego 2017 roku i został wydany przez Agencję Muzyczną Polskiego Radia. W nagraniach udział wzięli goście Weronika Grozdew-Kołacińska, ShataQS, Dele Sosimi i Kaleta (Leon Ligan-Majek). Z materiałem z drugiego albumu zespół wystąpił m.in. w Studio Koncertowym Polskiego Radia im W.Lutosławskiego na XIII Hanza Jazz Festiwal, na festiwalu Wschód Kultury w Białymstoku oraz podczas pierwszej edycji African Beats w Gdańsku.
W marcu 2018 roku grupa nagrała cover zespołu Breakout  „Oni zaraz przyjdą tu" autorstwa Tadeusza Nalepy i Bogdana Loebla. Piosenka znalazła się na siódmej pozycji najczęściej granych utworów w 2018 roku na antenie wrocławskiego Radia Luz.
W maju 2019 został opublikowany kolejny cover nagrany przez Warsaw Afrobeat Orchestra tym razem z repertuaru grupy Bemibek  „Podaruj mi trochę słońca" autorstwa Aleksandra Bema i Marka Dutkiewicza.
Trzeci album Antibody ukazał się 15 października 2020 roku i został wydany przez amerykańską wytwórnię Peace & Rhythm w formacie plików, oraz przez niezależną wytwórnię Scriptology na zielonym winylu.
Antibody Remixes został wydany 1 kwietnia 2021 roku nakładem wytwórni Peace & Rhythm w formacie plików cyfrowych. Remiksy zostały opracowane przez Chas Bronz, Superprince, Nick MNGWA, Pomegranate Sounds, Studebaker Hawk, GMGN, Jake Fader, Andrew Klein.
Kolejny album zespołu Chest został wydany 7 stycznia 2022 roku przez wytwórnię Peace & Rhythm w formacie plików cyfrowych i 17 stycznia 2022 roku na winylu wydanym przez Scriptology.

## Członkowie

### Obecni
- Anna Piotrowska – śpiew,
- Agata Dąbrowska – śpiew,
- Magdalena Kuś – śpiew,
- Wojciech Trusewicz – gitara,
- Jan Jędrzejczyk – instrumenty klawiszowe,
- Janusz Sobolewski – gitara basowa,
- Karol Gołowacz – saksofon,
- Rafał Gańko – trąbka,
- Adam Kłosiński – puzon,
- Igor Chołda – instrumenty perkusyjne,
- Eddy Demexico – perkusja.

### Byli
- Izabela Byra – śpiew,
- Dariusz "PepciaQ" Daniszewski – perkusja,
- Jakub Bruszewski – gitara basowa.

## Dyskografia

### Albumy
- Wëndelu – wydany w 2015 rok, Ubiquity Records
- Man Is Enough – wydany w 2017 rok, Agencja Muzyczna Polskiego Radia
- Antibody - wydany w 2020 rok, Peace & Rhythm, Scriptology
- Antibody Remixes - wydany 2021 rok, Peace & Rhythm
- Chest - wydany w 2022 rok, Peace & Rhythm, Scriptology

### Single
- Only Now – wydany w 2013 rok, Ubiquity Records

### Kompilacje
- African Offering – w 2014 rok, Ubiquity Records
- 3er Compilado de Afrobeat – w 2016 rok, Festival de Afrobeat Independiente[4]